# Мартемьянов, Владимир Давыдович
Влади́мир Давы́дович Мартемья́нов (15 июня 1936, Кемерово, Западно-Сибирский край — 13 апреля 1970, Ессентуки, Ставропольский край) — лётчик-спортсмен. Заслуженный мастер спорта СССР (1966).
8 августа 1966 года на IV чемпионате мира в Москве завоевал звание абсолютного чемпиона мира по высшему пилотажу. Одержав эту победу, он стал первым из советских лётчиков абсолютным чемпионом мира. Четырежды становился абсолютным чемпионом СССР.

## Биография
Родился 15 июня 1936 года в Кемерово в семье рабочего. После окончания средней школы № 33, в 1954 году закончил Кемеровский аэроклуб, отделение пилотов. После учёбы в аэроклубе был оставлен работать инструктором-лётчиком. Освоил полёты на самолётах По-2 и Ут-2.
В 1955—1957 годах служил в рядах Советской Армии, в составе ВВС СССР. Летал на самолётах Як-18 и Як-11.
В 1959 году сдал экстерном экзамены за полный курс ЦОЛТШ г. Саранск.
В 1959—1962 — пилот-инструктор Томского областного Аэроклуба ДОСАФФ. Летал на самолётах Як-18 и Zlin Z-326.
В 1962 году в качестве члена томской команды участвовал в соревнованиях Сибири и Дальнего Востока, по результатам которых получил приглашение в сборную команду Советского Союза. Впоследствии, став знаменитым, тренировал кемеровских спортсменов из аэроклуба (с осени 1962 — пилот-инструктор Кемеровского учебного авиационного центра ДОСААФ): основным составом сборной России по высшему пилотажу были кемеровчане. С 1963 года летал на самолётах Як-18, Як-18У, Як-18П, Ан-2 и Zlin Z-326. С 1964 — член КПСС.
В 1966 году стал абсолютным чемпионом Советского Союза по самолётному спорту и завоевывал этот титул ещё четырежды. Кроме того, в 1966 году первым из советских спортсменов победил на чемпионате мира по высшему пилотажу в Москве. Был бессменным капитаном сборной СССР. На его счету 24 золотых и 5 серебряных медалей.
В августе 1967 года награждён орденом Трудового Красного Знамени.
Рисовал маслом, учился на заочном отделении Московской художественной академии и на факультете журналистики партийной школы. После гибели Мартемьянова вышла его книга «Я люблю тебя, небо».
Погиб 13 апреля 1970 года в городе Ессентуки. При тренировке воздушных акробатов на подготовке к чемпионату мира во время полёта, не выдержав перегрузки, отломилось крыло самолёта, его удар пришёлся по голове Мартемьянова.
Похоронен в Кемерово.
В 2003 году посмертно ему было присвоено звание «Почётный гражданин города Кемерово».

## Награды и звания
- Обладатель 24 золотых и 5 серебряных медалей.[3]
- Заслуженный мастер спорта СССР (1966).[3]
- Орден Трудового Красного Знамени.[3]
- Звание «Почётный гражданин города Кемерово» (решением Кемеровского городского Совета народных депутатов от 30 мая 2003 года).[3]

## Память
- Средняя общеобразовательная школа №31 названа именем В. Д. Мартемьянова. В школе также существует мемориальный школьный музей, имеющий статус народного, названный в честь прославленного лётчика[4]. Перед школой установлен самолёт ЯК-18ПМ, на точно таком же летал Владимир Мартемьянов[5]
- Кемеровский областной аэроклуб носит имя Мартемьянова.
- В Заводском районе города Кемерово именем лётчика названа улица Мартемьянова.
- Памятник Мартемьянову на Притомской набережной города Кемерово, установленный в 2009 году, выполнен из меди, высота — 2,5 м.[6][7][8]